# Sumberanyar (Maesan)
Sumberanyar is een bestuurslaag in het regentschap Bondowoso van de provincie Oost-Java, Indonesië. Sumberanyar telt 3407 inwoners (volkstelling 2010).